# 王金山 (1969年)
王金山（1969年9月10日—），男，嘉義縣人，臺灣政治人物，國立臺灣大學農業經濟學系畢業。

## 生平
嘉義縣選舉委員會選區委員、嘉義縣政府縣政顧問。
臺灣省議員黃永聰特別助理、立法委員蘇煥智服務處助理、立法委員何嘉榮服務處助理、立法委員蔡啟芳服務處助理、台灣國會辦公室農業法案助理、民主進步黨嘉義縣黨部第五屆執行長、嘉義縣議會第十六屆縣議員、2020東京奧運台灣正名行動聯盟嘉義縣召集人。

## 事件
2019年8月23日退出民主進步黨，2019年8月24日加入台灣維新；2020年中華民國立法委員選舉，代表台灣維新參選嘉義縣第二選舉區立法委員，落選。